# Rosie Duffield
Rosemary Clare Duffield, née le 1er juillet 1971 à Norwich, est une femme politique britannique du Parti travailliste.
Elle est députée pour Canterbury depuis 2017.

## Jeunesse
Elle est née en 1971 à Norwich, Norfolk, Angleterre et déménage ensuite dans le sud-est de Londres. Elle quitte l'école à l'âge de 16 ans et termine un apprentissage en administration à l'hôpital Guy. Elle fréquente ensuite un collège d'enseignement supérieur. Elle déménage à Canterbury en 1998 et travaille comme assistante d'enseignement, avant de devenir brièvement écrivain de satire politique. 
En 2015, elle se présente dans le quartier St Stephen pour le conseil municipal de Canterbury, mais les deux sièges sont remportés par les conservateurs. Elle est présidente du parti travailliste de Canterbury et fait campagne sur des questions telles que les droits des animaux et la protection de l'environnement. 

## Carrière parlementaire
Elle est élue au Parlement en 2017 avec une majorité de 187 voix, battant le député conservateur sortant Julian Brazier qui est le député depuis 1987 dans une circonscription représentée par un conservateur depuis sa création en 1918. 
Après son élection, elle est nommée Secrétaire parlementaire privé (PPS) de Dawn Butler, Secrétaire d'État pour les femmes et les égalités du cabinet fantôme. Le 13 juin 2018, elle est l'une des six députés à démissionner du gouvernement fantôme pour voter en faveur du maintien du marché unique en rejoignant l'Espace économique européen, le parti ayant ordonné à ses députés de s'abstenir.
Duffield vote pour que le Royaume-Uni reste au sein de l'UE lors du référendum sur l'adhésion au Royaume-Uni de 2016. Lors des votes indicatifs du 27 mars 2019, elle vote pour une union douanière avec l'UE et un référendum sur un accord de retrait du Brexit, mais s'abstient sur l'adhésion au marché unique.   
En septembre 2018, Duffield assiste à une marche pour protester contre la position travailliste contre l'antisémitisme et déclare que les députés pourraient faire grève si le parti n'approuvait pas la définition de l'antisémitisme de l'Alliance internationale pour la mémoire de l'Holocauste (IHRA).
Le 14 avril 2020, Duffield est nommée whip travailliste par le nouveau chef travailliste Keir Starmer. En mai 2020, elle démissionne de cette place après avoir enfreint les règles de confinement lorsqu'elle a rencontré son partenaire marié alors qu'ils vivaient encore dans des ménages séparés.
En septembre 2024, elle quitte le Parti travailliste, siégeant désormais comme indépendante. Elle critique l'« hypocrisie flagrante » du Premier ministre Keir Starmer pour avoir reçu plus de 120 000 euros de cadeaux depuis 2019.

## Vie privée
Duffield est en couple avec James Routh et a deux fils issus d'une relation passée. Lors d'un débat sur le projet de loi sur les violences domestiques, le 2 octobre 2019, en utilisant le privilège parlementaire, elle évoque avoir subi des violences domestiques de la part de son fiancé lors d'une précédente relation fin 2017,. 